# عمارت دارائی

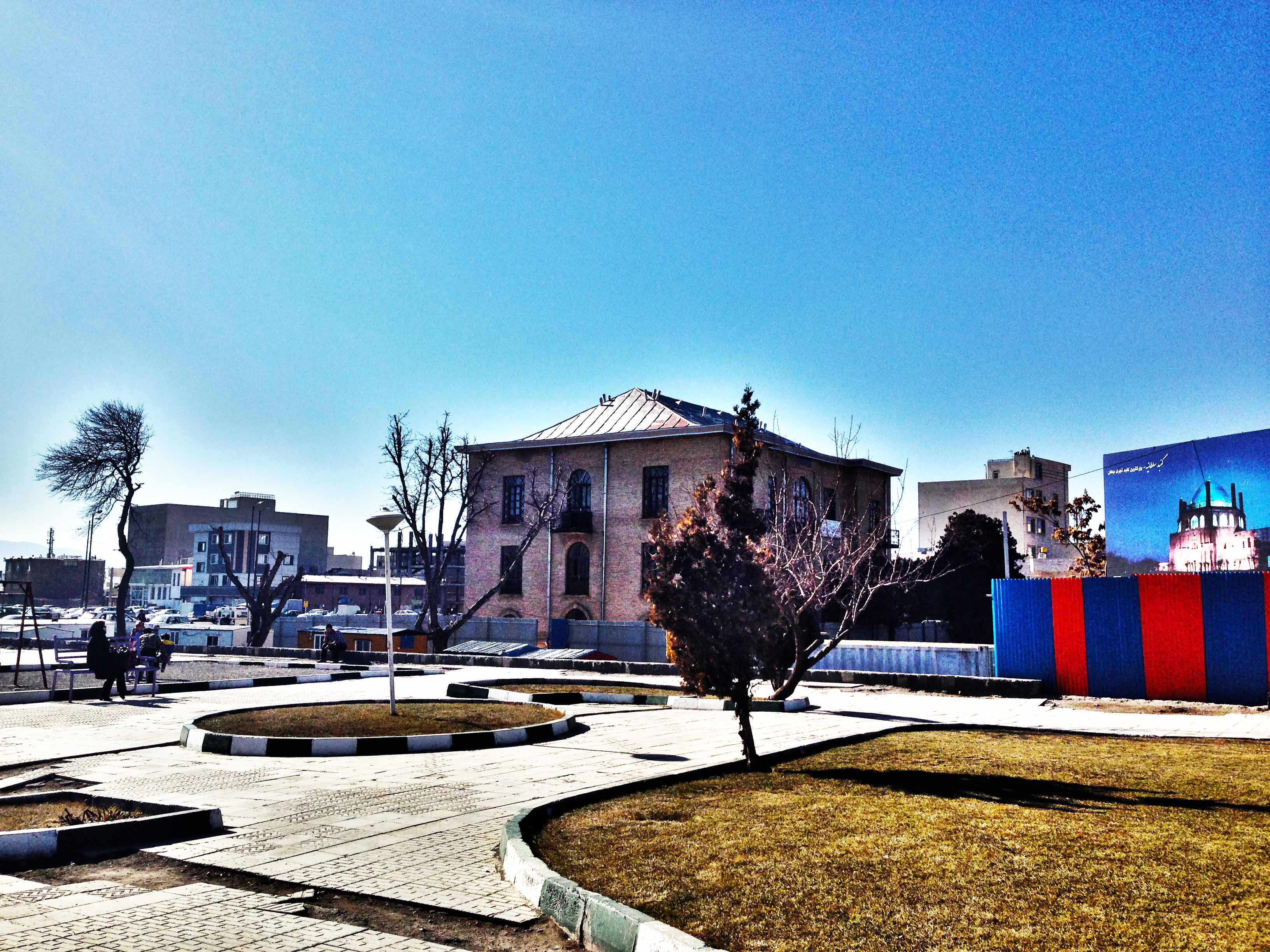
عمارت دارائی زنجان

عمارت دارایی یا (دیوان استیفاء) در بافت تاریخی شهر زنجان (سبزه میدان) قرار گرفته، ظاهراً این بخش از شهر در اواخر دوره قاجار و اوائل حکومت پهلوی اول تقریباً مقارن با اواخر جنگ جهانی دوم از سوی دولت وقت به صورت مجموعه ای به اماکن و ساختمان‌های دولتی اختصاص می‌یابد که عبارت بودند از عمارت دارایی در باغی معروف به همین نام، بنای دخانیات، اداره غله، انبار قند و شکر.
بنای دارایی طبق کتیبه ای که بر فراز سردرهای ورودی جبهه شمالی و جنوبی بنا نقش شده تاریخ ساخت آن به سال ۱۳۱۶ خورشیدی بازمی‌گردد که از همان ابتدا به امور مالیه اختصاص می‌یابد.
عمارت دارایی حاصل فعالیت و نوآوری معمارانی چون وارطان هوانسیان، پل آبکار و گابریل گورکیان است که در دهه‌های نخست سده قرن بیستم تأثیر بسیار مثبت و مهمی را بر روی معماری نوین ایران داشتند، دوران فعالیت آن‌ها مصادف با تحولات عمیق هنری و معماری در اوائل قرن بیستم در اروپا بود در واقع همزمان با اوج فعالیت معماران بزرگ اروپایی که همگی از پیشگامان مکتب هنر نو و جنبش معماری مدرن بوده‌اند.
بدین ترتیب این معماران که از ارامنه کشور بودند متأثر از این جریان و روند با فعالیت در رشته معماری به اشاعه اصول و مبانی مکتب هنر نو و جنبش معماری مدرن پرداختند و نهضت جدیدی را در گستره معماری ایران به وجود آوردند و آثار زیبایی را خلق نمودند.
بر اساس اسناد و مدارک موجود عمارت زیبای دارایی یکی از آثار ارزنده‌ای است که در این رهگذر توسط پل آبکار به وجود آمده و میرزا محمدعلی مستوفی پیشکار خمسه نخستین رئیس مالیه آن بود.
این اثر به شماره ۲۳۳۵ در فهرست آثار ملی به ثبت رسیده‌است.
- موقعیت طبیعی:

بنای دارایی در مرکز شهر زنجان و در داخل بافت قدیمی شهر موسوم به سرچشمه واقع گردیده که با توجه به بافت فعلی حدوداً در ضلع شمالی شهر که با شیب ملایمی منتهی به ارتفاعات می‌شود قرار گرفته‌است.

## موقعیت فعلی
بنای دارایی در ضلع شمالی مجموعه تاریخی سبزه میدان و در قسمت غربی خیابان طالقانی قرار گرفته این بنا در ضلع شمالی به کوچه دارایی و در قسمت غربی به کوچه کریم انصاری و دادگستری منتهی می‌شود. این بنا با پلانی مستطیل شکل به ابعاد ۱۵ × ۲۲ متر در جهت شرقی به غربی در وسط باغی به مساحت ۱۸ هزار متر مربع واقع گردیده بود.

## مشخصات بنا
این بنا در سه طبقه و با خصوصیات معماری دوره پهلوی اول از قبیل پنجره‌های متعدد، تراس، قرینه‌سازی در طبقات، ساخته شده. با عنایت به نوع معماری و خصوصیات بارز آن به راحتی می‌توان نفوذ شیوه‌های معماری اروپا را در معماری این بنا تشخیص داد. از جمله مصالح بکار رفته در بنا می‌توان سنگ، آجر، آهک، سیمان، آهن را نام برد.

## عوامل تزئین شده و انواع آنها
از عوامل تزئینی نمای بنامی توان به ازاره‌های سنگی به ارتفاع ۲۵/۱ سانتی‌متر که دور تا دور بنا رادر برگرفته و سپس با آجر چینی انجام گرفته اشاره نمود نمای پنجره‌ها از بیرون با اجرای قوس هلالی، زیبایی خاصی را به بنا بخشیده در جلوی ورودی شمالی و جنوبی بنا دو حوض زیبا قرار گرفته که حوض شمالی به قطر ۱۲ متر ولی حوض جنوبی در حال حاضر موجود ناست این دو حوض به صورت قرینه و از طریق آبراهی که از زیر بنا می‌گذشته به هم ارتباط داشته‌اند و آبیاری باغ مربوطه نیز از طریق قناتی که از محل می‌گذشته انجام می‌شده‌است.
- این اثر تاریخی از سال ۱۳۹۰ به عنوان موزه هنرهای سنتی و صنایع دستی زنجان مورد بهره‌برداری قرار می‌گیرد. اشیاء نمایشی این موزه شامل انواع ظروف مسی قلمزنی شده دوره قاجار ساخت زنجان، انواع چاقو و شمشیر معاصر ساخت زنجان، صنایع دستی استان زنجان شامل گلیم بافی و چاروق دوزی ساخت زنجان و … است.[۳]